# Масло виноградных косточек

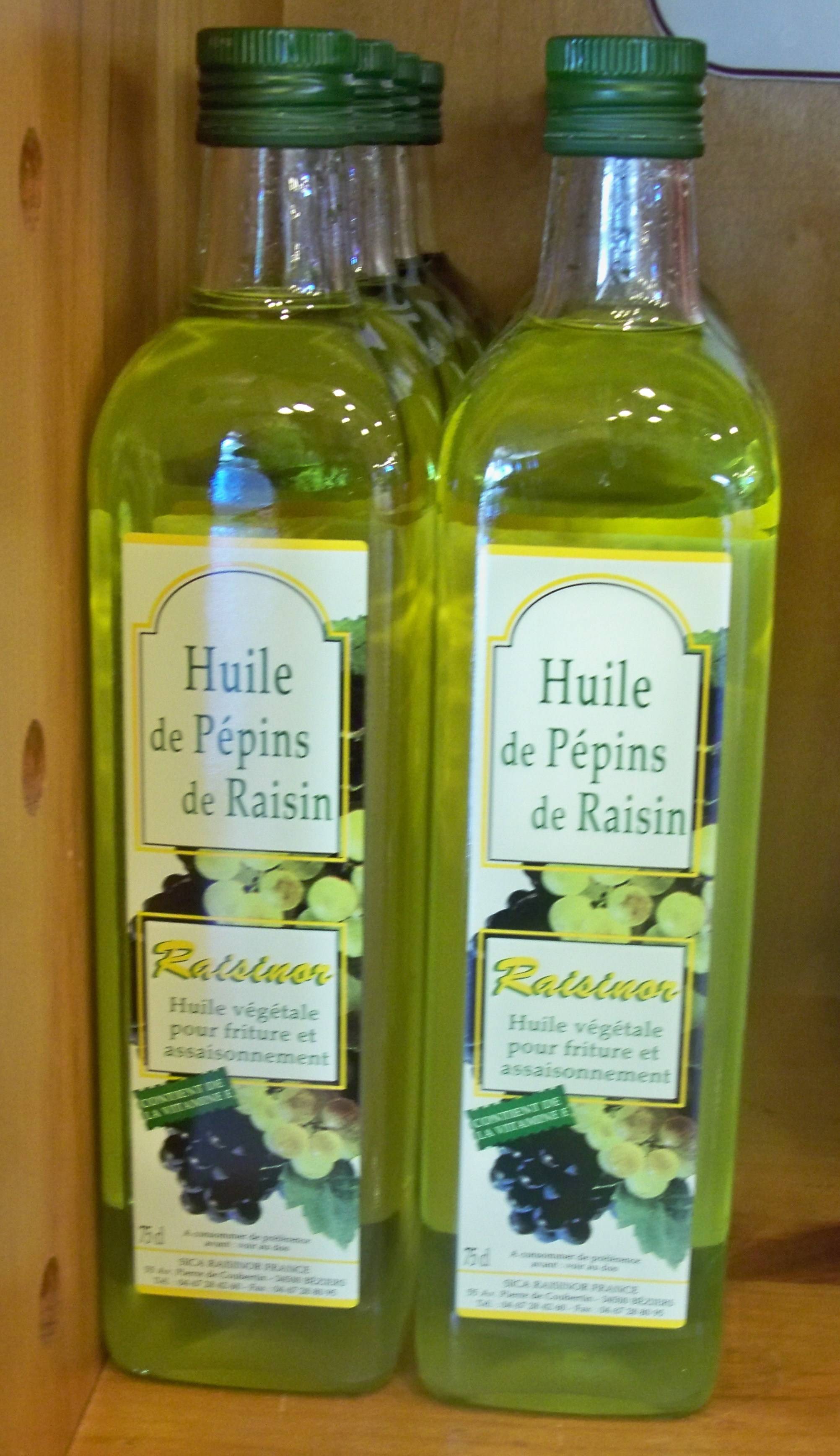
Виноградное масло

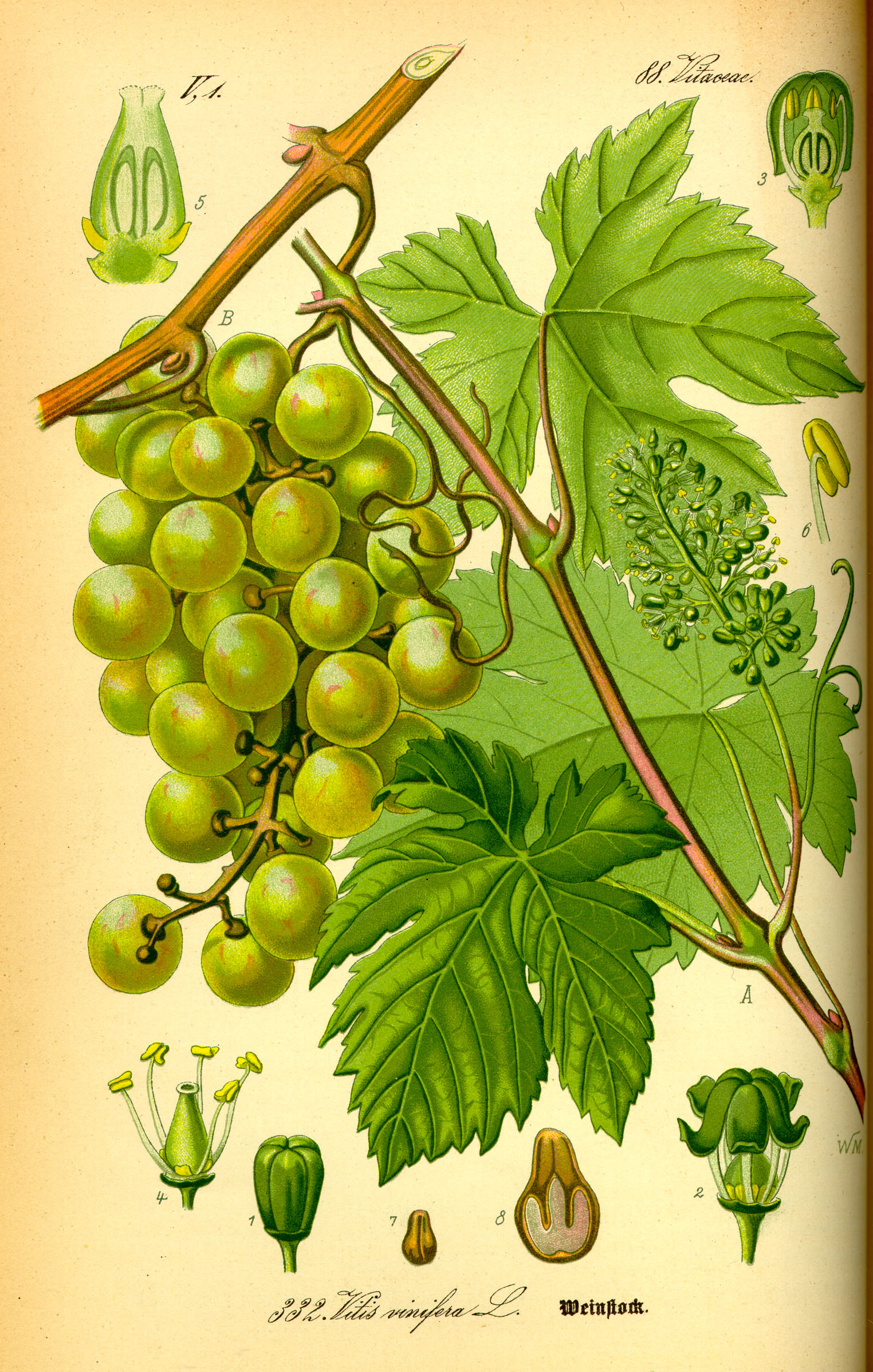
Виноградные косточки (№. 7, 8) и виноград

Масло виноградных косточек (англ. grapeseed oil) представляет собой растительное масло, получаемое в основном методом горячей экстракции из семян винограда. Является побочным продуктом виноделия.
Метод холодного прессования на практике используется редко из-за сравнительно небольшого выхода конечного продукта, хотя именно этот метод позволяет сохранить в нём все необходимые биологически активные вещества, определяющие его полезные свойства: цитопротекторные, антиоксидантные и регенерирующие.

## Применение

### Кулинария
Масло виноградных косточек начинает дымиться при высокой температуре (около 216 °C), поэтому его можно использовать в высокотемпературных методах обработки продуктов. Благодаря чистому и лёгкому вкусу, его часто используют для заправки салатов и в майонезах, а также как основу для масляных вытяжек из чеснока, розмарина и других пряностей или специй.

### Косметология
Масло виноградных косточек используется в том числе для увлажнения кожи. Помимо этого масло применяется в ароматерапии и в качестве лубриканта перед бритьём.

## Состав
В таблице представлен типичный жирнокислотный состав масла виноградных косточек:
| Кислота                                             | Тип              | Содержание |
| --------------------------------------------------- | ---------------- | ---------- |
| Линолевая кислота                                   | ω−6 ненасыщенная | 72 %       |
| Олеиновая кислота                                   | ω−9 ненасыщенная | 16 %       |
| Пальмитиновая кислота (Гексадекановая кислота)      | насыщенная       | 7 %        |
| Стеариновая кислота (октадекановая кислота)         | насыщенная       | 4 %        |
| Альфа-линоленовая кислота                           | ω−3 ненасыщенная | менее 1 %  |
| Пальмитолеиновая кислота (9-гексадекановая кислота) | ω−7 ненасыщенная | менее 1 %  |

Масло виноградных косточек также содержит от 0,8 до 1,5 % неомыляемых веществ богатых фенолами (токоферол) и стероидами (кампестерол, бета-ситестерол, стигмастерол). Содержит небольшое количество витамина E, но меньшее, чем масло сафлора красильного, хлопковое масло или масло рисовых отрубей.